# Lưu Ngọc Mai
Lưu Ngọc Mai (sinh ngày 10 tháng 5 năm 1974) là một cựu nữ cầu thủ bóng đá người Việt Nam.

## Tiểu sử
Ngọc Mai là con út trong gia đình có đến 13 anh chị em. Cô thuộc thế hệ đầu của bóng đá nữ TP.HCM. 
Tại Giải quả bóng vàng 2001 Lưu Ngọc Mai đi vào lịch sử khi là nữ cầu thủ duy nhất được trao Quả bóng vàng chung với các cầu thủ nam. 
Sau khi cùng đội tuyển bóng đá nữ VN đoạt HCV SEA Games 2003, cô quyết định treo giày ở tuổi 30.

## Thành tích
Cấp CLB:
- Vô địch Giải bóng đá nữ vô địch quốc gia 2002

Cấp ĐTQG:
- HCV bóng đá nữ SEA Games 2001, SEA Games 2003
- HCĐ bóng đá nữ SEA Games 1997

Cá nhân:
- Quả bóng vàng nữ 2001
- Quả bóng bạc nữ 2003
- Quả bóng đồng 2001 (dành cho cả cầu thủ nam và nữ)
- Vua phá lưới Giải bóng đá nữ vô địch quốc gia 1999 (cùng với Nguyễn Khoa Diệu Sinh (Hà Nội))
- Vua phá lưới Giải bóng đá nữ vô địch quốc gia 2001 (cùng với Nguyễn Thị Hà (Hà Nội))
- Vua phá lưới Giải bóng đá nữ vô địch quốc gia 2002
- Vua phá lưới SEA Games 2001 với 7 bàn.
- Vua phá lưới SEA Games 2003 với 4 bàn.